# John Wiley Bryant

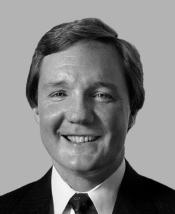
John Wiley Bryant (1995)

John Wiley Bryant (* 22. Februar 1947 in Lake Jackson, Texas) ist ein US-amerikanischer Politiker. Zwischen 1983 und 1997 vertrat er den Bundesstaat Texas im US-Repräsentantenhaus.

## Werdegang
John Bryant besuchte die öffentlichen Schulen seiner Heimat einschließlich der Brazoport High School. Danach studierte er bis 1969 an der Southern Methodist University in Dallas. Nach einem anschließenden Jurastudium an derselben Universität und seiner 1972 erfolgten Zulassung als Rechtsanwalt begann er in Dallas in diesem Beruf zu arbeiten. Gleichzeitig schlug er als Mitglied der Demokratischen Partei eine politische Laufbahn ein. Im Jahr 1972 war er Berater eines Ausschusses des Senats von Texas. Zwischen 1974 und 1982 saß er als Abgeordneter im Repräsentantenhaus von Texas. Im Juli 1976 war Bryant Delegierter zur Democratic National Convention in New York, auf der Jimmy Carter als Präsidentschaftskandidat nominiert wurde.
Bei den Kongresswahlen des Jahres 1982 wurde Bryant im fünften Wahlbezirk von Texas in das US-Repräsentantenhaus in Washington, D.C. gewählt, wo er am 3. Januar 1983 die Nachfolge von Jim Mattox antrat. Nach sechs Wiederwahlen konnte er bis zum 3. Januar 1997 sieben Legislaturperioden im Kongress absolvieren. Im Jahr 1988 war er einer der Beauftragten zur Durchführung eines Amtsenthebungsverfahrens gegen den Bundesrichter Alcee Hastings aus Florida.
Im Jahr 1996 verzichtete John Bryant auf eine weitere Kandidatur. Stattdessen strebte er erfolglos die Nominierung seiner Partei für die Wahlen zum US-Senat an. Danach hat er bis heute kein weiteres wichtiges politisches Amt mehr ausgeübt.